# Фамилии крымчаков
Крымчакские фамилии — это фамилии, носителями которых являются крымчаки. 
Отражают особенности этнической истории этой маленькой группы еврейского народа. Хотя ещё в конце XIX века у отдельных представителей этой общины не было наследственных фамилий, большинство крымчаков имело фамилии ещё до присоединения Крыма к Российской империи. По языку-источнику самой большой группой являются фамилии ивритского происхождения. В частности, самой распространённой среди крымчаков является фамилия Леви. Существует у крымчаков и коэнская фамилия (в форме Коген). Другие фамилии ивритского происхождения — это в большинстве случаев либо патронимы (Ашеров, Урилевич, Борохов), либо фамилии, образованные от названий профессий, связанных с религиозной жизнью (Габай, Шамаш, Реби и др.). Фамилия Ашкенази (в форме Ачкинази), указывающая на происхождение основателя из Восточной Европы, является третьей по численности (6,5 % носителей), и существует также в качестве первого элемента двойной фамилии (Ачкинази-Нейман, Ашкинази-Биберджи, Ашкинази-Колпакчи). Довольно много среди крымчаков носителей сефардских фамилий, образованных от слов на языке ладино. Таковы фамилии Пиастро (пятая по числу носителей), Ломброзо (ветвь известной итальянско-еврейской семьи, ведущей свой род от изгнанников из Испании), Анджель и другие. Фамилии, образованные от слов тюркских языков (в основном, крымскотатарского), составляют вторую по численности группу (лишь немного уступающую фамилиям ивритского происхождения, и существенно превышающую по численности фамилии на основе ладино). В основном это фамилии, отражающие особенности человека (Карагоз — «черноглазый», Кокоз — «голубоглазый», Косе — «безбородый» и т. п.), а также профессию или род занятий (Кагья и Кая — «управляющий, деревенский старшина», Колпакчи — «шапочник», Пенерджи — «сыровар», Сараф — «меняла», Таукчи — «разводящий птиц» и др.). К этой группе относится и вторая по числу носителей среди всех крымчаков фамилия Бакши («учитель»). Есть среди крымчакских фамилий и фамилии, орбразованные от топонимов (Измирли, Стамболи, Токатлы — от названий городов в Турции; Манто — от названия итальянского города Мантуя; Мангупли — от названия крымского Мангупа; а также Варшавский, Липшиц/Лифшиц, Лурье и др.). Небольшая часть фамилий крымчаков образована от слов на языке идиш (Берман, Гутман, Нудель, Фишер, Флисфедер и другие).